# ニッポン旅×旅ショー
『ニッポン旅×旅ショー!!』（にっぽんたびたびショー）は、2006年10月19日から2007年9月13日までに日本テレビ系列で毎週木曜21:00 - 21:54（JST）に放送された読売テレビ・ハウフルス共同制作の「旅」に関するバラエティ番組。
1997年4月から2006年9月まで10年間続いた『どっちの料理ショー』シリーズ（『どっちの料理ショー』→『新どっちの料理ショー』）の後継番組である。第1回は15分拡大版として放送された。

## 概要
『輝け!噂のテンベストSHOW』以来、同枠の司会を務めている関口宏と三宅裕司が引き続き続投し、さらに藤井隆も本番組より司会陣に加わった。番組スタッフも『どっち〜』からの続投で、『テンベストSHOW』時代から変わらずハウフルス制作番組である。
本番組は『どっち〜』の旅版として日本各地の「2つの旅」を比較する内容で、総合司会者とゲストに対して司会者グループの残り2人がプレゼンを行っている。
当初は関口が審判役だったが、2007年4月12日からリニューアルして旅先を一つに絞り放送回ごとに司会者が交代する「司会者持ち回り制」を導入した。
2人の司会者がプレゼンを行い、総合司会者はパネリストとして参加して ゲストと共に判定を行う。例えば、藤井隆が総合司会の場合、関口と三宅がプレゼンを行い、三宅が総合司会の場合は関口と藤井がプレゼンを行う。また、番組の企画も「2つの旅」から日本の1つの土地から2つの自慢（グルメ・温泉など）を紹介してどちらを選ぶか判定する内容へのリニューアルが行われた。
番組は同年9月をもって放送を終了し、本番組を発展させた『秘密のケンミンSHOW』が後番組となった（番組主旨、及びスタッフは継続）。本番組を最後に、1992年4月開始の『ワンダーゾーン』以来、月曜22時→木曜21時と時間帯を変更しながら16年間続いた関口司会のytv制作全国ネットのバラエティ番組は、レギュラー放送としては幕を下ろした。
本番組終了後、関口司会のytv・ハウフルス共同制作番組としては2009年から2011年にかけて『新型ネームエンターテインメント アナタの名字SHOW』が同時間帯で単発特番として3回放送され、さらに2012年4月19日には『どっち〜』の復活特番として『帰ってきた!どっちの料理ショー 腹ペコ復活祭』が同時間帯で放送された。

## 出演

### 司会者
- 関口宏
- 三宅裕司
- 藤井隆

### レギュラー
- 古市幸子（当時日本テレビアナウンサー）
- 川田裕美（当時読売テレビアナウンサー）

### ナレーター
- 真地勇志
- 佐藤賢治
- 疋田由香里
- 武田広

## 主なコーナー
- どっちのお取り寄せショー
藤井・三宅両者がテーマ地のお取り寄せ品をフリップでプレゼンする。それを関口とパネラーがジャッジし、多数派はその品を食べることができる。このコーナーのコーナー名のロゴ・オープニング曲・テロップなどは、前番組『どっちの料理ショー』のものを使用している。
- ニッポン旅×旅SUNSET
藤井・三宅両陣営の旅プランをVTRで振り返りつつ、両テーマ地で鑑賞できる夕陽を紹介する。
- 関口宏の知ってるつまみ?!
ビールに合うテーマ地のおつまみを紹介。「どっちのお取り寄せショー」と違い、パネラー全員がその品を食べることができる。このコーナーのコーナー名はかつて関口が司会をしていた『知ってるつもり?!』（日本テレビ系）から。
- 最終ジャッジ
「それではみなさん、COME ON A MY PLAN」と言ってジャッジを行う。

## エンディングテーマ曲
- 広瀬香美「西暦2010年」（ビクターエンタテインメント）
- ダンデライオン「空よ」（コロムビアミュージックエンタテインメント）
- ステンレス「コロラドボウイ」

## スタッフ
- 構成：浜田悠、海老克哉、杉山文三枝 ほか
- リサーチ：フルタイム、村田和子、CSPエイジェンシー
- 技術：TPブレーン
- SW：小川利行
- カメラ：松尾俊一郎
- 映像調整：谷古宇利勝
- 音声：宮田伸行
- 照明：瀬戸五郎（テレビ東京アート）
- 美術：箕田英二（読売テレビ）、柴田慎一郎・別所晃吉（フジアール）
- CG：池田祥康（ハウミック）
- タイトルデザイン：橋本千恵子
- スタイリスト：大江宏明（関口宏担当）、MINNIE、fij
- 収録スタジオ：テクノマックス、東京タワー芝公園スタジオ（現：東京タワースタジオ）
- ロケ技術：TPブレーン、ハックベリー
- 編集：ザ・チューブ 加福大
- MA：ザ・チューブ 柴田敏幸
- 音効：J-WORKS 田中寿一・石崎野乃
- TK：石橋葉子
- 広報：今村紀彦（読売テレビ）
- 制作進行：大塚峰子（読売テレビ）、田岸宏一（クロスエイト）、長井利光（ハウフルス）
- AP：大坪正季（読売テレビ）
- ディレクター：佐藤和彦・小林正純（ハウフルス）
- 演出：高城健一郎（ハウフルス）、中村元信（読売テレビ）
- 監修：菅原正豊（ハウフルス）
- プロデューサー：武野一起（読売テレビ）、津田誠（ハウフルス）
- 制作協力：ハウフルス
- 製作著作：読売テレビ

過去のスタッフ
- AP（アシスタントプロデューサー）：西島淳一（読売テレビ）
- 広報：永井若菜（読売テレビ）

## ネット局
| 放送対象地域  | 放送局                  | 系列                                         | 放送日時           | 脚注        |
| ------------- | ----------------------- | -------------------------------------------- | ------------------ | ----------- |
| 近畿広域圏    | 読売テレビ（ytv）       | 日本テレビ系列                               | 木曜 21:00 - 21:54 | 制作局      |
| 関東広域圏    | 日本テレビ（NTV）       | 日本テレビ系列                               | 木曜 21:00 - 21:54 |             |
| 北海道        | 札幌テレビ（STV）       | 日本テレビ系列                               | 木曜 21:00 - 21:54 |             |
| 青森県        | 青森放送（RAB）         | 日本テレビ系列                               | 木曜 21:00 - 21:54 |             |
| 岩手県        | テレビ岩手（TVI）       | 日本テレビ系列                               | 木曜 21:00 - 21:54 |             |
| 宮城県        | ミヤギテレビ（MMT）     | 日本テレビ系列                               | 木曜 21:00 - 21:54 |             |
| 秋田県        | 秋田放送（ABS）         | 日本テレビ系列                               | 木曜 21:00 - 21:54 |             |
| 山形県        | 山形放送（YBS）         | 日本テレビ系列                               | 木曜 21:00 - 21:54 |             |
| 福島県        | 福島中央テレビ（FCT）   | 日本テレビ系列                               | 木曜 21:00 - 21:54 |             |
| 山梨県        | 山梨放送（YBS）         | 日本テレビ系列                               | 木曜 21:00 - 21:54 |             |
| 新潟県        | テレビ新潟（TeNY）      | 日本テレビ系列                               | 木曜 21:00 - 21:54 |             |
| 長野県        | テレビ信州（TSB）       | 日本テレビ系列                               | 木曜 21:00 - 21:54 |             |
| 静岡県        | 静岡第一テレビ（SDT）   | 日本テレビ系列                               | 木曜 21:00 - 21:54 |             |
| 富山県        | 北日本放送（KNB）       | 日本テレビ系列                               | 木曜 21:00 - 21:54 |             |
| 石川県        | テレビ金沢（KTK）       | 日本テレビ系列                               | 木曜 21:00 - 21:54 |             |
| 福井県        | 福井放送（FBC）         | 日本テレビ系列 テレビ朝日系列                | 木曜 21:00 - 21:54 |             |
| 中京広域圏    | 中京テレビ（CTV）       | 日本テレビ系列                               | 木曜 21:00 - 21:54 |             |
| 鳥取県 島根県 | 日本海テレビ（NKT）     | 日本テレビ系列                               | 木曜 21:00 - 21:54 |             |
| 広島県        | 広島テレビ（HTV）       | 日本テレビ系列                               | 木曜 21:00 - 21:54 |             |
| 山口県        | 山口放送（KRY）         | 日本テレビ系列                               | 木曜 21:00 - 21:54 |             |
| 徳島県        | 四国放送（JRT）         | 日本テレビ系列                               | 木曜 21:00 - 21:54 |             |
| 香川県 岡山県 | 西日本放送（RNC）       | 日本テレビ系列                               | 木曜 21:00 - 21:54 |             |
| 愛媛県        | 南海放送（RNB）         | 日本テレビ系列                               | 木曜 21:00 - 21:54 |             |
| 高知県        | 高知放送（RKC）         | 日本テレビ系列                               | 木曜 21:00 - 21:54 |             |
| 福岡県        | 福岡放送（FBS）         | 日本テレビ系列                               | 木曜 21:00 - 21:54 |             |
| 長崎県        | 長崎国際テレビ（NIB）   | 日本テレビ系列                               | 木曜 21:00 - 21:54 |             |
| 熊本県        | 熊本県民テレビ（KKT）   | 日本テレビ系列                               | 木曜 21:00 - 21:54 |             |
| 鹿児島県      | 鹿児島読売テレビ（KYT） | 日本テレビ系列                               | 木曜 21:00 - 21:54 |             |
| 大分県        | 大分放送（OBS）         | TBS系列                                      | 木曜 18:55 - 19:49 | [ 4 ]       |
| 宮崎県        | テレビ宮崎（UMK）       | フジテレビ系列 日本テレビ系列 テレビ朝日系列 | 日曜 8:00 - 8:54   | [ 4 ]       |
| 沖縄県        | 琉球放送（RBC）         | TBS系列                                      | 金曜 15:00 - 15:54 | [ 4 ] [ 5 ] |

## 備考
- 『輝け!噂のテンベストSHOW』で作られた関口宏の銅像が番組セット後方に飾られている。